# Howie Hawkins
Howard Gresham Hawkins (8 de desembre de 1952) és un polític estatunidenc i activista i cofundador del Partit Verd dels Estats Units.
Hawkins ha format part dels moviments anti-guerra, antinuclear i pro-treballadors de la dècada de 1960 ença. Hawkins és un camioner i treballador de la construcció jubilat; del 2001 fins a jubilar-se el 2017, Hawkins va treballar el torn de nit descarregant camions per l'empresa UPS.
Hawkins va ser candidat del Partit Verd de Nova York a les eleccions al Senat dels EUA de 2006. El 2010 va presentar-se a governador de Nova York amb el Partit Verd i va fer que el Partit Verd tornés a aparèixer a les paperetes després de rebre més dels 50.000 vots necessaris. El 2014, Hawkins es va tornar a presentar a governador de Nova York. Va rebre gairebé un 5% dels vots i va moure el Partit Verd a la línia D de la papereta. Hawkins s'hi va tornar a presentar per tercera vegada el 2018.
Va guanyar les primàries presidencials del Partit Verd de 2020 i n'és el candidat a les eleccions presidencials de 2020. La seva campanya es basa en promulgar un nova versió ecosocialista del Green New Deal, que va ser proposat per primera vegada el 2010, i en construir un moviment polític i social independent de classe treballadora en oposició als partits demòcrata i republicà i al capitalisme en general.